# Evangelische Stadtkirche Herborn

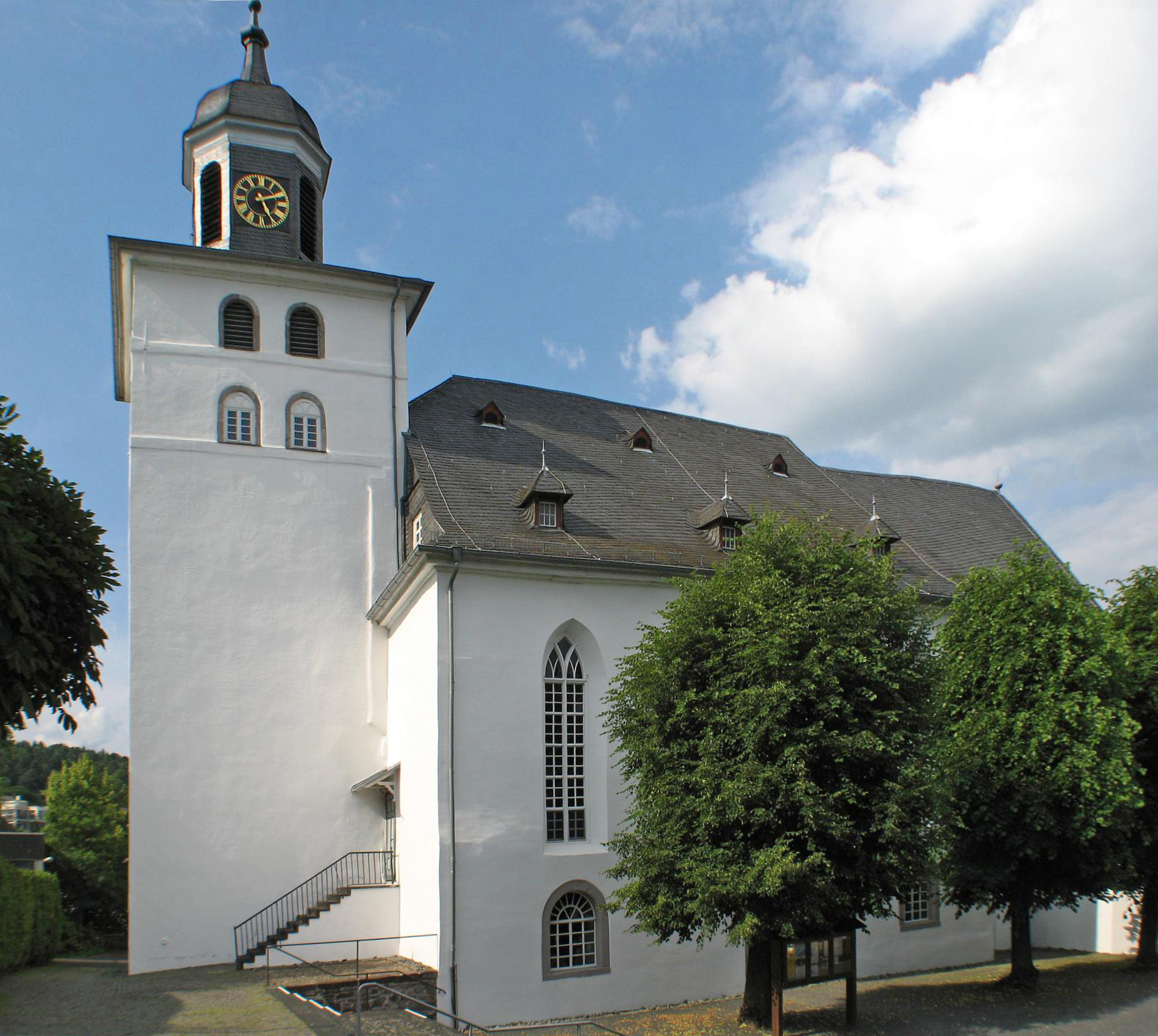
Südseite mit Westturm

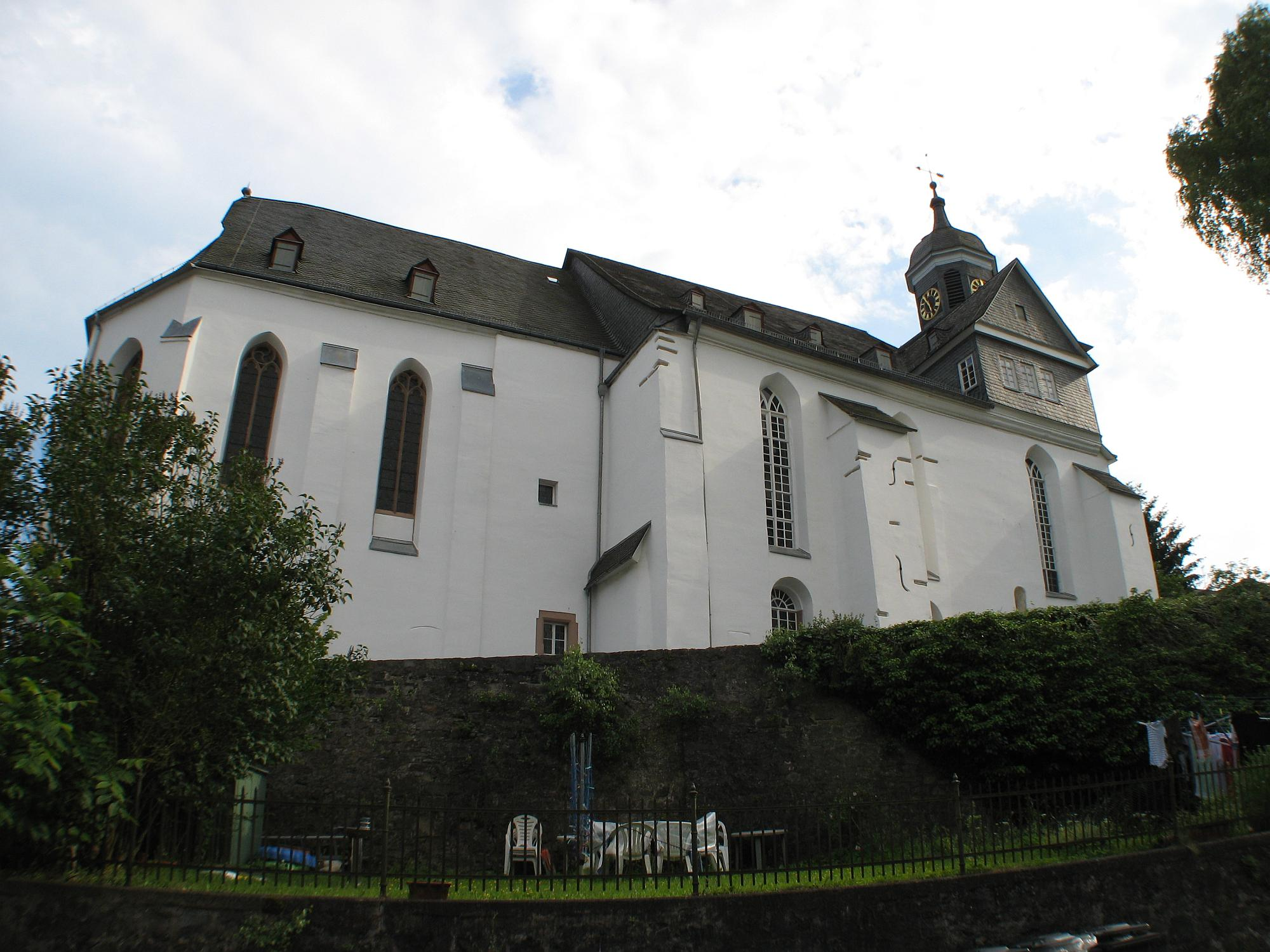
Nordseite

Die Evangelische Pfarrkirche Herborn ist die zentrale mittelalterliche Kirche in der Altstadt von Herborn.

## Lage
Die Kirche liegt am Berghang im Westen der Stadt, etwa auf gleicher Höhe wie das Schloss Herborn.

## Geschichte
Die vermutlich um 1200 erbaute Kirche wurde 1219 erstmals erwähnt und war ursprünglich St. Peter geweiht, später „Unserer lieben Frau“. 1231 wurde sie dem Deutschen Orden geschenkt in dessen Besitz sie bis 1578 blieb. Sie war die bedeutendste Kirche in der nassauischen Residenzstadt Herborn.
Von dem romanischen Bauwerk sind heute noch Reste im Westturm und die unteren Abschnitte der beiden Chortürme erhalten, die aber zwischen 1811 und 1822 im oberen Bereich abgetragen wurden und seit dem unter dem breiten Dach enden. Der gotische Chor mit Fünfachtelschluss wurde 1318 errichtete. Aus dieser Zeit stammt auch ein Teil der Wandmalereien, die 1909 wieder freigelegt wurden. Der Chor, der zunächst eine flache Decke hatte, wurde erst Ende des 15. Jahrhunderts durch den Steinmetz Michael Eseler eingewölbt.

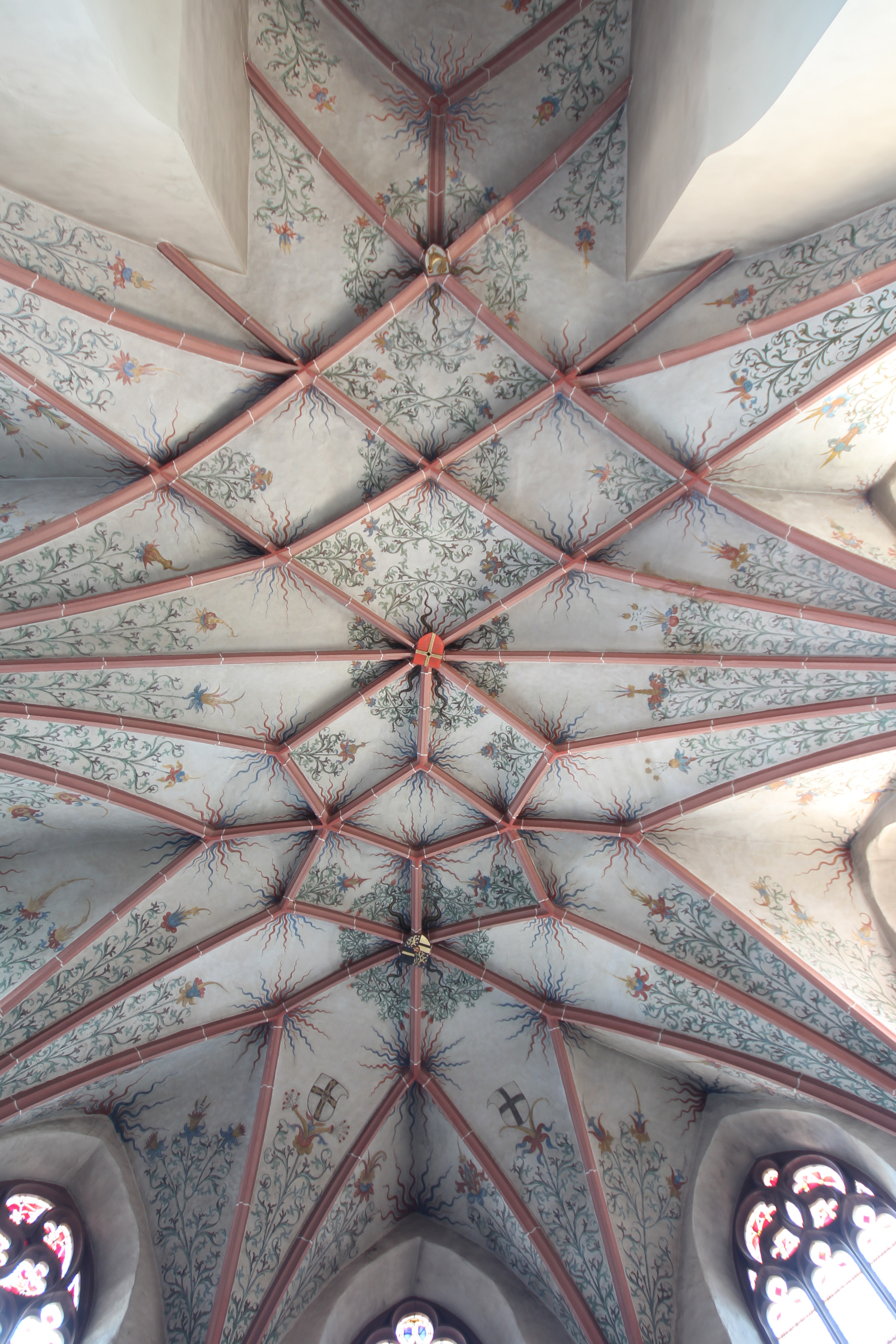
Chorgewölbe von Michael Eseler

Nassau wandte sich in der Reformation der reformierten Richtung zu. Das machte einen radikalen Umbau der mittelalterlichen, für römisch-katholische Messfeiern konzipierten, Kirche hin zu einer Prediger-Kirchen erforderlich. Der Umbau erfolgte (1598–1601) durch Konrad Rossbach unter dem Grafen Johann VI. von Nassau-Dillenburg. Die Seitenschiffe der ursprünglichen Basilika erhielten die gleiche Höhe wie das Hauptschiff. Die neue, flache Decke wurde von Unterzügen und zwei Säulenpaaren getragen, die auf den Fundamenten der ehemaligen Arkaden zwischen Haupt- und Seitenschiffen ruhten. Die an drei Seiten des Hauptschiffes eingebauten doppelgeschossigen Emporen und die einfache, im Chor eingebaute Empore sollten die Zahl möglicher Zuhörer erhöhen. Der Raum erhielt so einen nahezu quadratischen Grundriss. Die Kanzel wurde am Triumphbogen errichtet.

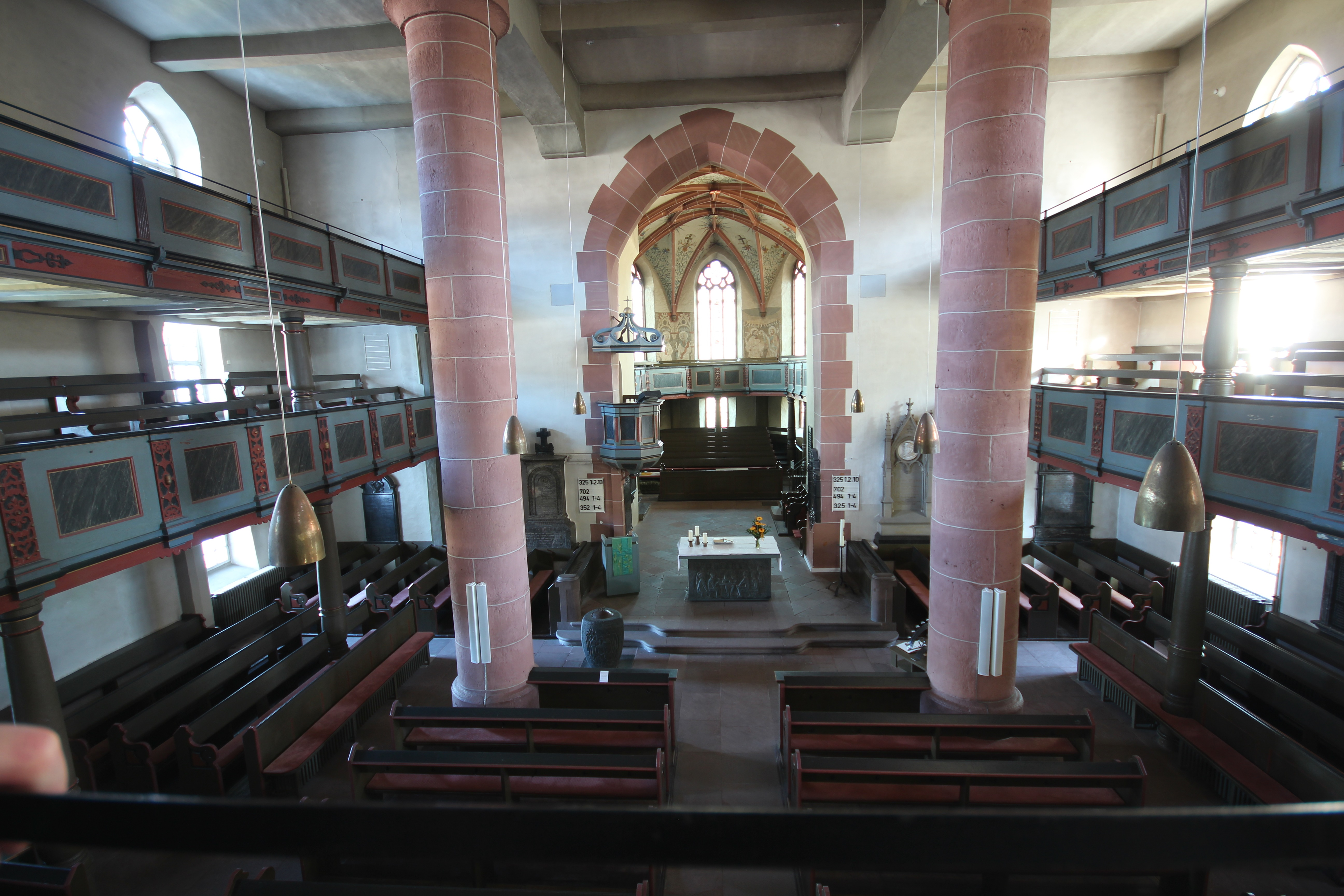
Hauptschiff mit Blick zum Chorraum und doppelgeschossigen Seitenemporen

1751 wurde die gotische Sakristei in eine Gruftkapelle für die Fürstin Isabelle Charlotte von Nassau-Dillenburg († 1757) umgebaut. 1787 stürzte der romanische Westturm ein. Der Wiederaufbau dauerte – bedingt durch die napoleonischen Kriege – letztendlich bis 1822 und wurde unter Friedrich Ludwig Schrumpf abgeschlossen. Die neugotischen Fenster der Südseite wurden während der Restaurierungsarbeiten (Architekt Ludwig Hofmann) 1909 eingefügt.
Zur Ausstattung der Kirche gehören zahlreiche Grabplatten, Grabmäler und Epitaphe, meist für Pfarrer, Studenten und Professoren der Hohen Schule. Das neugotische Epitaph für Caspar Olevian stammt von 1887.
Die Kirche ist aufgrund des Hessischen Denkmalschutzgesetzes ein Kulturdenkmal.

## Orgel
Eine erste Orgel ist für das Jahr 1637 nachgewiesen, sie wurde von dem in Herborn ansässigen Orgelbauer Ph. Horn errichtet. Über Größe und Gestalt dieses ersten Instruments ist nichts bekannt. Im Jahr 1889 erbaute Friedrich Weigle aus Leinfelden-Echterdingen eine neue Orgel mit 23 Registern auf zwei Manualen und Pedal.
Die heutige Orgel wurde 1966 von E. F. Walcker & Cie. als Opus 4520 erbaut. Das Instrument hat 50 Register auf drei Manualen und Pedal. Es wurde mit Schleifladen ausgestattet, die Spieltraktur ist mechanisch, die Registertraktur elektropneumatisch angelegt. Die Orgel steht auf dem westlichen Abschnitt der dreiseitig umlaufenden ersten Empore. Der separat aufgestellte Spieltisch ist um etwa einen Meter vom Gehäuse abgerückt und steht mit Blickrichtung zur Orgel, was die Aufstellung eines Chores unmittelbar um den Spieltisch herum und die Chorleitung vom Spieltisch aus ermöglicht.

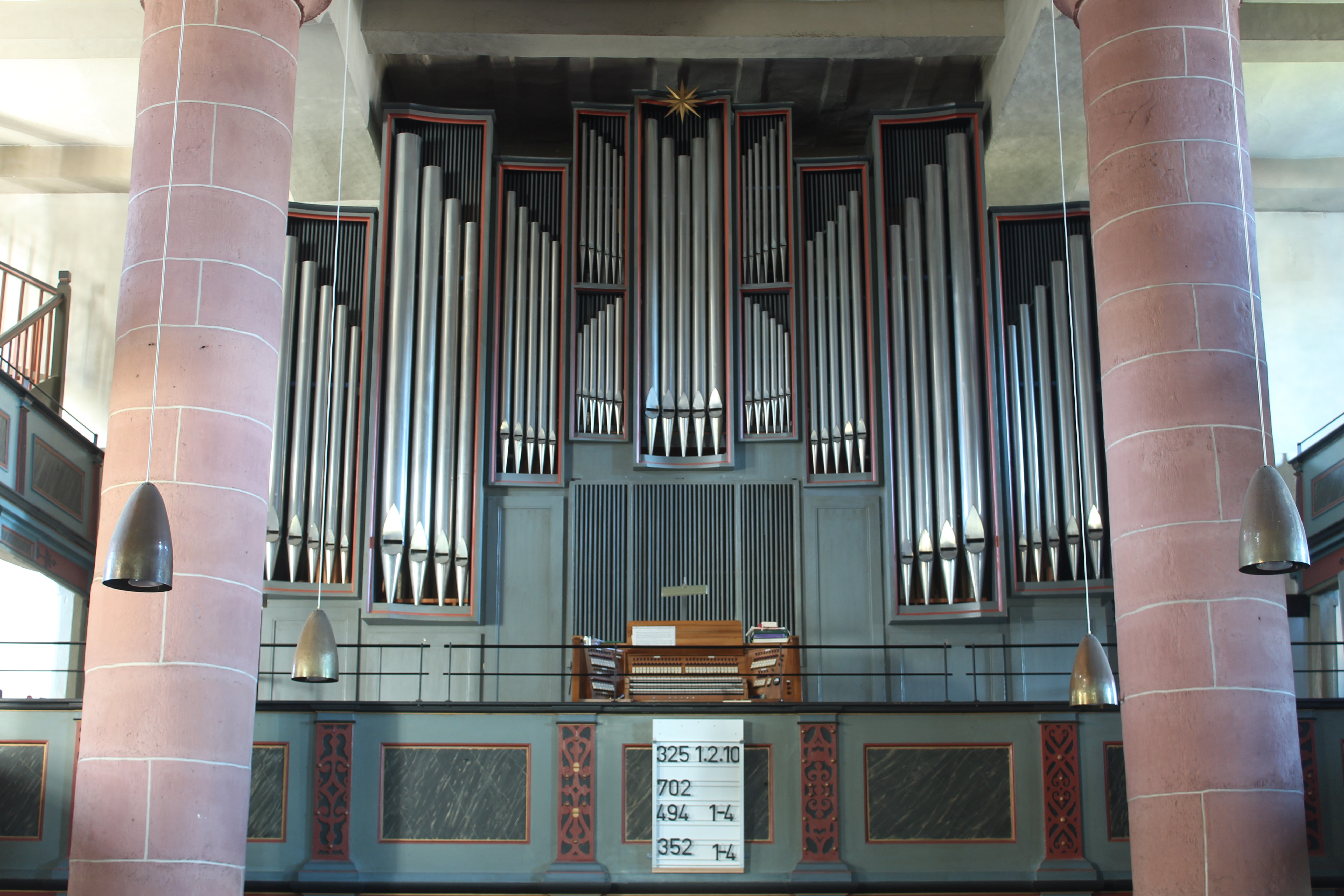
Orgelprospekt mit Zimbelstern, davor der abgerückte Spieltisch

Der symmetrische, schwach konkave Prospekt der Orgel nimmt die Farben der Emporenbrüstung auf und wurde von dem Orgelsachverständigen und Architekten Walter Supper entworfen, der auch zusammen mit dem seinerzeitigen Organisten der Stadtkirche Karl Tittel die Disposition der Orgel gestaltete. Der Werkprospekt zeigt in der Mitte im oberen Teil das Hauptwerk in fünf teilweise zweigeschossigen Feldern, darunter hinter drei Feldern mit einer Verblendung aus senkrechten Holzstreben das Brustwerk, flankiert werden diese beiden Werke außen von jeweils zwei hohen Feldern des Pedalwerks, während das Schwellwerk nicht sichtbar hinter Haupt- und Brustwerk Aufstellung gefunden hat. Die Pfeifenmündungen verlaufen in neun der elf Prospektfelder von außen nach innen abfallend, in den beiden übrigen gegenläufig. So ergibt sich über der zentralen niedrigsten Pfeife des Mittelfeldes ein Freiraum, der von einem Zimbelstern ausgefüllt wird.
Die Intonation lag in den Händen der bei Walcker beschäftigten Orgelbauer Maier und Heintz, die sich in späteren Jahren mit eigenen Werkstätten selbstständig machten. Im Jahr 1990 fand eine Ausreinigung statt, dabei wurden die Register Hautbois 8′, Trompete 8′ und Mixtur IV–VI erneuert, aus den alten Mixturpfeifen wurde die Quinte des Hauptwerks neu zusammengestellt. Die Disposition lautet folgendermaßen:
| I Brustwerk C–g3 |                     |       |
| 01.              | Kupfergedeckt       | 8′    |
| 02.              | Quintviola          | 8′    |
| 03.              | Engprinzipal        | 4′    |
| 04.              | Koppelflöte         | 4′    |
| 05.              | Feldflöte           | 2′    |
| 06.              | Gemsquinte          | 1 ⁄3′ |
| 07.              | Nonenflöte          | 8⁄9′  |
| 08.              | Zimbelpfeife        | 1⁄6′  |
| 09.              | Sesquialter II      | 2 ⁄3′ |
| 10.              | Scharfmixtur IV–V 0 | 1′    |
| 11.              | Musette             | 8′    |
|                  | Tremulant           |       |

| II Hauptwerk C–g3 |                |        |
| 12.               | Pommer         | 16′    |
| 13.               | Prinzipal      | 08′    |
| 14.               | Gemshorn       | 08′    |
| 15.               | Oktave         | 04′    |
| 16.               | Rohrflöte      | 04′    |
| 17.               | Quinte         | 02 ⁄3′ |
| 18.               | Oktave         | 02′    |
| 19.               | Flachflöte     | 02′    |
| 20.               | Mixtur IV–VI 0 | 01 ⁄3′ |
| 21.               | Zimbel II      | 01⁄3′  |
| 22.               | Trompete       | 08′    |
| 23.               | Schalmey       | 04′    |

| III Schwellwerk C–g3 |                   |         |
| 24.                  | Flötenprinzipal 0 | 08′     |
| 25.                  | Gedeckt           | 08′     |
| 26.                  | Salizional        | 08′     |
| 27.                  | Weitprinzipal     | 04′     |
| 28.                  | Blockflöte        | 04′     |
| 29.                  | Schwebung         | 04′     |
| 30.                  | Nasat             | 02 ⁄3′  |
| 31.                  | Waldflöte         | 02′     |
| 32.                  | Terzflöte         | 01 3⁄5′ |
| 33.                  | Septimflöte       | 01 ⁄7′  |
| 34.                  | Flageolett        | 01′     |
| 35.                  | Mixtur V–VII      | 02′     |
| 36.                  | Dulzian           | 16′     |
| 37.                  | Hautbois          | 08′     |
|                      | Tremulant         |         |

| Pedalwerk C–f1 |                        |         |   |
| 38.            | Prinzipalbass          | 16′     |   |
| 39.            | Subbass                | 16′     |   |
| 40.            | Gedecktquinte          | 10 2⁄3′ |   |
| 41.            | Oktavbass              | 08′     |   |
| 42.            | Spitzflöte             | 08′     | K |
| 43.            | Choralbass             | 04′     |   |
| 44.            | Rohrpommer             | 04′     | K |
| 45.            | Nachthorn              | 02′     | K |
| 46.            | Sesquialter III        | 05 1⁄3′ |   |
| 47.            | Zink V                 | 04′     | K |
| 48.            | Posaune                | 16′     |   |
| 49.            | Trompetenbass          | 08′     |   |
| 50.            | Vox humana             | 02′     | K |
|                | Tremulant (Kleinpedal) |         |   |

- Koppeln: I/I, III/I, III/II, I/P, II/P, III/P
- Spielhilfen: Crescendowalze, Schwelltritt für III. Manual, Tutti, 3 freie Kombinationen, 1 freie Pedalkombination, Auslöser, Zungen-Apells (getrennt für jedes Werk)
- Effektregister: Zimbelstern
- Anmerkung

K = Kleinpedallade
Truhenorgel
Disposition:
Gedeckt 8′
Flöte 4′
Prinzipal 2′